# Kofferdam (schip)

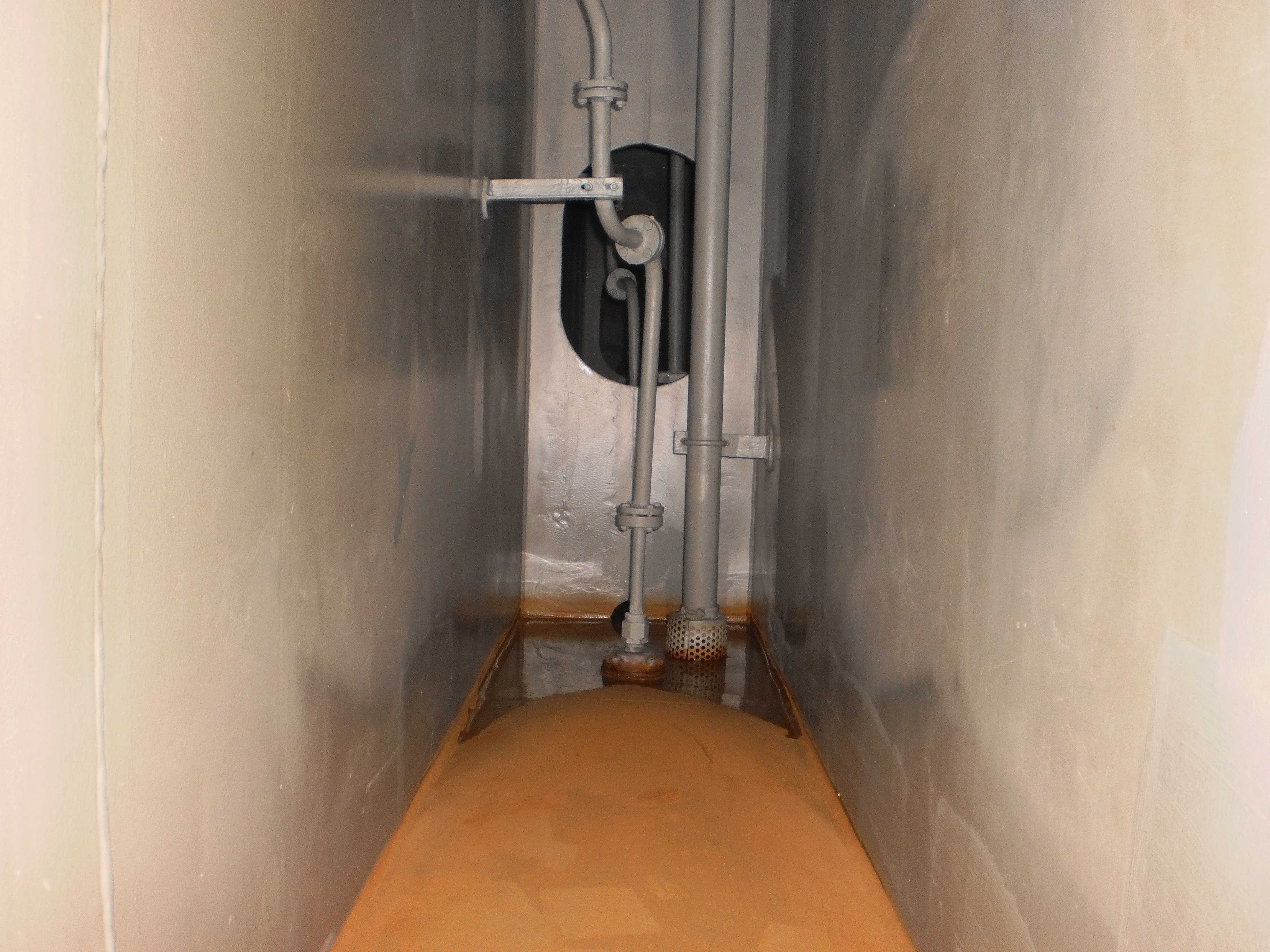

Een kofferdam is in het algemeen een ruimte tussen twee andere ruimten. In de scheepvaart is het een ruimte die dient om een laadruim of tank te isoleren van de naastgelegen ruimen of tanks. 
De functie is het voorkomen van contact tussen verschillende soorten lading en om te voorkomen dat bijvoorbeeld olie of chemicaliën kunnen doordringen in de machinekamer. 
Hoewel de ruimte tussen tanks en de huid van een dubbelwandig schip ook deze functie heeft wordt deze ruimte meestal niet zo genoemd.